# Кале (Бучин)
Калето или Будим град (на македонска литературна норма: Кале) е антично и средновековно укрепено селище в областта Демир Хисар, Република Македония.
Калето е вулканичен хълм, разположен на 1,5 km от село Бучин, над пролома, през който река Църна излиза от областта Демир Хисар в Пелагонийската равнина. Висок е 240 m (845 m надморска височина).
На върха в късната античност е изградена крепостна стена с хоросан с 3 кули на ъглите, която обгражда пространство от 1,8 ha. В източната му част има следи от къщи, а при разкопки са открити късноантична керамика и монети от края на IV до VI век. Това първоначално е била крепостта на разположения в северното подножие град Алкомена (Алкомене), а по-късно започва да бъде постоянно обитавана. В югозападните склонове има стари железни рудници, а в крепостта е открита желязна сгур от обработката.
През средновековието стената не е обновявана. Находките от това време са рядка керамика, железни върхове на стрели и малки инструменти, фолис на Йоан I Цимиски от X век, пробит и използван за накит.
Фрурионът Буцинин се споменава заедно с Добрун, Габаларион, Сидерокастрон и Дебрица във връзка с войната между Андроник III Палеолог и Сърбия в 1329 - 1330 година около рудоносните региони Демир Хисар и Дебрица. Сръбски документи от 1343/4 и 1344/5 година споменават селото Бучин, като имот, подарен на манастира Трескавец. Очевидно крепостта е била изоставена.